# Filmographie de Johnny Depp

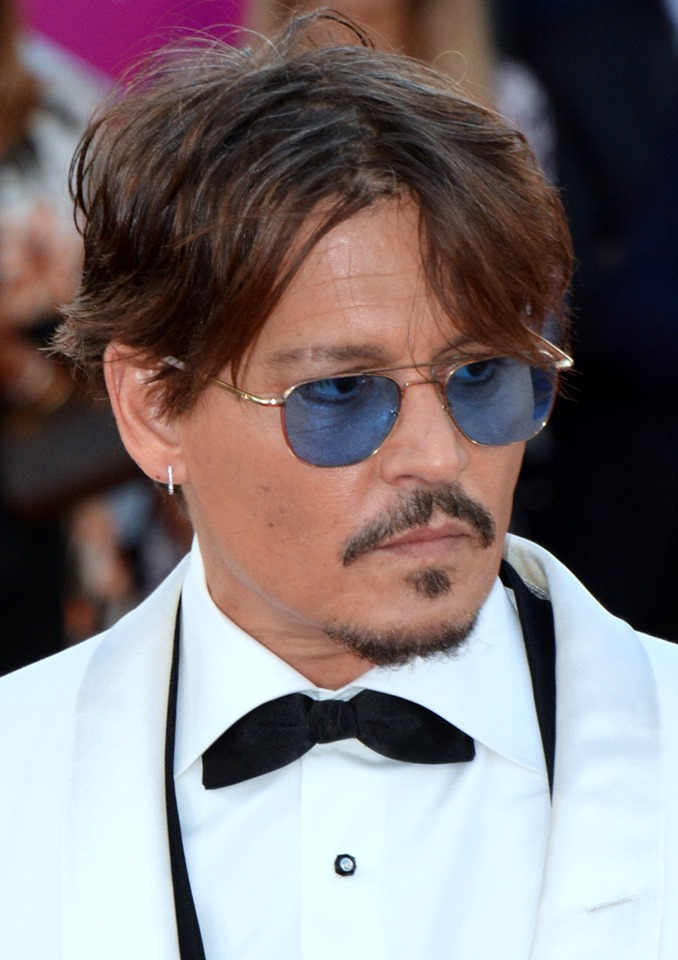
Depp au Festival du cinéma américain de Deauville 2019

Cet article détaille la filmographie complète de l'acteur américain Johnny Depp.

## Cinéma

### Années 1980
- 1984 : Les Griffes de la nuit (A Nightmare on Elm Street) de Wes Craven : Glen Lantz
- 1985 : Coups de soleil (Private Resort) de George Bowers : Jack Marshall
- 1986 : Platoon d'Oliver Stone : Lerner

### Années 1990
- 1990 : Cry-Baby de John Waters : Wade "Cry-Baby" Walker
- 1990 : Edward aux mains d'argent (Edward Scissorhands) de Tim Burton : Edward
- 1991 : La Fin de Freddy : L'Ultime Cauchemar (Freddy's Dead: The Final Nightmare) de Rachel Talalay : Oprah Noodlemantra, caméo
- 1992 : Arizona Dream d'Emir Kusturica : Axel Blackmar
- 1993 : Benny and Joon de Jeremiah S. Chechik : Sam
- 1993 : Gilbert Grape de Lasse Hallström : Gilbert Grape
- 1994 : Ed Wood de Tim Burton : Edward D. Wood Jr.
- 1994 : Don Juan DeMarco de Jeremy Leven : Don Juan/John R. DeMarco
- 1995 : Dead Man de Jim Jarmusch : William Blake
- 1995 : Meurtre en suspens (Nick of Time) de John Badham : Gene Watson
- 1996 : Cannes Man de Richard Martini : Lui-même
- 1997 : Donnie Brasco de Mike Newell : Donnie Brasco dit "Donnie le bijoutier" / Joseph D. Pistone
- 1997 : The Brave de lui-même (réalisateur et scénariste) : Raphael
- 1998 : Las Vegas Parano de Terry Gilliam : Raoul Duke
- 1998 : I Love L.A. de Mika Kaurismäki : Lui-même (caméo)
- 1999 : La Neuvième Porte (The Ninth Gate) de Roman Polanski : Dean Corso
- 1999 : Intrusion de Rand Ravich : Spencer Armacost
- 1999 : Sleepy Hollow : La Légende du cavalier sans tête (Sleepy Hollow) de Tim Burton : Ichabod Crane

### Années 2000
- 2000 : Les Larmes d'un homme (The Man Who Cried) de Sally Potter : César
- 2000 : Avant la nuit (Before Night Falls) de Julian Schnabel : Lieutenant Victor, "Bon Bon"
- 2000 : Le Chocolat (Chocolat) de Lasse Hallström : Roux
- 2001 : Blow de Ted Demme : George Jung
- 2001 : From Hell d'Albert et Allen Hughes : Inspecteur Frederich Abberline
- 2003 : Pirates des Caraïbes : La Malédiction du Black Pearl (Pirates of the Caribbean: The Curse of the Black Pearl) de Gore Verbinski : Capitaine Jack Sparrow
- 2003 : Il était une fois au Mexique... Desperado 2 (Once Upon a Time in Mexico) de Robert Rodriguez : Sheldon Sands
- 2004 : Fenêtre secrète (Secret Window) de David Koepp : Morton Rainey
- 2004 : Ils se marièrent et eurent beaucoup d'enfants d'Yvan Attal : L'inconnu (caméo)
- 2004 : Neverland de Marc Forster : Sir James Matthew Barrie
- 2004 : Rochester, le dernier des libertins (The Libertine) de Laurence Dunmore : John Wilmot, 2e comte de Rochester
- 2005 : Charlie et la Chocolaterie (Charlie and the Chocolate Factory) de Tim Burton : Willy Wonka
- 2006 : Pirates des Caraïbes : Le Secret du coffre maudit (Pirates of the Caribbean: Dead Man's Chest) de Gore Verbinski : Capitaine Jack Sparrow
- 2007 : Pirates des Caraïbes : Jusqu'au bout du monde (Pirates of the Caribbean: At World's End) de Gore Verbinski : Capitaine Jack Sparrow
- 2007 : Sweeney Todd : Le Diabolique Barbier de Fleet Street (Sweeney Todd: The Demon Barber of Fleet Street) de Tim Burton : Sweeney Todd
- 2009 : L'Imaginarium du docteur Parnassus (The Imaginarium of Doctor Parnassus) de Terry Gilliam : Tony (1re transformation)
- 2009 : Public Enemies de Michael Mann : John Dillinger

### Années 2010
- 2010 : Alice au pays des merveilles (Alice in Wonderland) de Tim Burton : Le Chapelier fou
- 2010 : The Tourist de Florian Henckel von Donnersmarck : Frank Tupelo
- 2011 : Pirates des Caraïbes : La Fontaine de Jouvence (Pirates of the Caribbean: On Stranger Tides) de Rob Marshall : Capitaine Jack Sparrow
- 2011 : Rhum express (The Rum Diary) de Bruce Robinson : Paul Kemp
- 2011 : Jack et Julie (Jack and Jill) de Dennis Dugan : Lui-même
- 2012 : 21 Jump Street de Phil Lord et Chris Miller : Officier Tom Hanson
- 2012 : Dark Shadows de Tim Burton : Barnabas Collins
- 2013 : Lone Ranger : Naissance d'un héros (The Lone Ranger) de Gore Verbinski : Tonto
- 2013 : Lucky Them de Megan Griffiths : Matthew Smith (caméo)
- 2014 : Transcendance (Transcendence) de Wally Pfister : Will
- 2014 : Tusk de Kevin Smith : Guy LaPointe
- 2014 : Into the Woods de Rob Marshall : le loup
- 2015 : Charlie Mortdecai (Mortdecai) de David Koepp : Charlie Mortdecai
- 2015 : Strictly Criminal (Black Mass) de Scott Cooper : Whitey Bulger
- 2016 : Alice de l'autre côté du miroir (Alice Through the Looking Glass) de James Bobin : le Chapelier fou
- 2016 : Yoga Hosers de Kevin Smith : Guy LaPointe
- 2016 : Les Animaux fantastiques (Fantastic Beasts and Where to Find Them) de David Yates : Gellert Grindelwald
- 2016 : L'art de faire des affaires par Donald Trump : le film : Donald Trump
- 2017 : Pirates des Caraïbes : La Vengeance de Salazar (Pirates of the Caribbean: Dead Men Tell No Tales) de Joachim Rønning et Espen Sandberg : Capitaine Jack Sparrow
- 2017 : Le Crime de l'Orient-Express (Murder on the Orient Express) de Kenneth Branagh : Samuel Ratchett / John Cassetti
- 2018 : Séduction fatale (London Fields) de Matthew Cullen : Chick Purchase (caméo)
- 2018 : City of Lies de Brad Furman : Russell Poole
- 2018 : Les Animaux fantastiques : Les Crimes de Grindelwald (Fantastic Beasts: The Crimes of Grindelwald) de David Yates : Gellert Grindelwald
- 2018 : Brothers in Arms de Paul Sanchez : lui-même
- 2018 : Les Derniers Jours de Monsieur Brown (The Professor) de Wayne Roberts : Richard
- 2019 : Waiting for the Barbarians de Ciro Guerra : Colonel Joll

### Années 2020
- 2020 : Minamata d'Andrew Levitas : William Eugene Smith
- 2023 : Jeanne du Barry de Maïwenn : Louis XV
- 2025 : Day Drinker de Marc Webb

### Doublage
- 2005 : Les Noces funèbres (Corpse Bride) de Tim Burton : Victor Van Dort
- 2011 : Rango de Gore Verbinski : Rango
- 2018 : Sherlock Gnomes de John Stevenson : Sherlock Gnomes

### Courts métrages
- 2017 : The Black Ghiandola : Technicien médical nucléaire

### Documentaires
- 1999 : The Source : Jack Kerouac
- 2002 : Lost in La Mancha : lui-même
- 2003 : Breakfast with Hunter : lui-même
- 2003 : Charlie Chaplin : l'Homme et l'artiste : lui-même
- 2006 : Buy the Ticket, Take the Ride: Hunter S. Thompson on Film : lui-même
- 2006 : Deep Sea : Dansons sous la mer : narrateur
- 2006 : When the Road Bends... Tales of a Gypsy Caravan : lui-même
- 2007 : Joe Strummer: The Future Is Unwritten : lui-même
- 2007 : Runnin' Down a Dream : lui-même
- 2008 : Gonzo: The Life and Work of Dr. Hunter S. Thompson : narrateur
- 2010 : When You're Strange : narrateur
- 2012 : For No Good Reason : lui-même
- 2012 : Radioman : lui-même
- 2012 : Sunset Strip : lui-même
- 2013 : Don't Say No Until I Finish Talking: The Story of Richard D. Zanuck : lui-même
- 2018 : Platoone Brothers in Arms : lui-même
- 2019 : « Les derniers jours de Monsieur Brown »
- 2020 : Crock of Gold: A few Rounds with Shane MacGowan : lui-même

### Producteur
- 2011 : Rhum express
- 2011 : Hugo Cabret
- 2013 : Lone Ranger : Naissance d'un héros
- 2015 : Strictly Criminal
- 2016 : Doug Stanhope: No Place Like Home
- 2020 : Crock of Gold: A Few Rounds with Shane MacGowan
- 2020 : Minamata

### Réalisateur
- 1997 : The Brave
- 2024 : Modigliani

## Télévision
- 1985 : Lady Blue : Lionel Viland
- 1986 : Mort en eau trouble : Donnie Fleischer
- 1987-1990 : 21 Jump Street : Officer Tom Hanson
- 1999 : The Vicar of Dibley : lui-même
- 2000 : The Fast Show : lui-même
- 2004 : Les Rois du Texas : Yogi Victor (voix)
- 2009 : Bob l'éponge : Jack Kahuna Laguna (voix)
- 2011 : Un petit brin de vie : lui-même
- 2012 : Les Griffin : Edward aux mains d'argent (voix)
- 2020 : Puffin Rock : Johnny Puff (voix)

### Documentaires
- 2014 : Don Rickles: One Night Only : lui-même

## Jeux vidéos
- 2006 : Pirates des Caraïbes : La Légende de Jack Sparrow : Jack Sparrow
- 2011 : Lego Pirates des Caraïbes, le jeu vidéo : Jack Sparrow